# Andreas Luthe
Andreas Luthe (Velbert, 10 de março de 1987) é um futebolista profissional alemão que atua como goleiro.

## Carreira
Andreas Luthe começou a carreira no VfL Bochum.